# Centre national de référence pour les groupes sanguins
Le Centre national de référence pour les groupes sanguins, CNRGS, est l'un des services de l'Institut national de la transfusion sanguine (INTS). C'est le laboratoire français ultime, dans la mesure où il n'est sollicité que par d'autres laboratoires ou des établissements de transfusion sanguine (ETS), de référence spécialisé en immuno-hématologie. Son rôle consiste à identifier les groupes sanguins rares ou présentant des difficultés, et les anticorps irréguliers susceptibles de poser des problèmes transfusionnels, de répertorier et d'informer les personnes ayant ces particularités, de décider des entrées et sorties des unités de sangs rares de la Banque nationale de sang de phénotype rare (BNSPR), de conseiller les médecins prescripteurs responsables de patients sur la conduite transfusionnelle à tenir. Le CNRGS participe aux travaux de la Société internationale de transfusion sanguine (SITS), société savante internationale.
Le CNRGS  doit également assurer :
- Le recueil, la conservation et la mise à disposition de réactifs de référence ;
- Une activité de recherche et d'enseignement ;
- Une activité de conseil des autorités et de normalisation, procédures, assurance qualité...